# Großzschachwitz (statistischer Stadtteil)
Großzschachwitz mit Sporbitz ist ein statistischer Stadtteil im Dresdner Stadtbezirk Leuben. Er liegt südöstlich des Stadtzentrums auf der linken beziehungsweise Altstädter Elbseite.

## Gliederung
Zum statistischen Stadtteil gehören fast die gesamte Gemarkung Großzschachwitz, Sporbitz und kleine Teile der Gemarkungen Niedersedlitz und Großluga. Er gliedert sich in folgende sechs statistische Bezirke:
- 641 Großzschachwitz (Alte Str.)
- 642 Großzschachwitz (Rathener Str.-Nord)
- 643 Großzschachwitz (Rathener Str.-Mitte)
- 644 Großzschachwitz (Rathener Str.-Süd)
- 645 Großzschachwitz (Schweizstr.)
- 646 Sporbitz

## Lage
Der statistische Stadtteil Großzschachwitz ist im Nordosten von Kleinzschachwitz, im Nordwesten von Leuben und im Südwesten von Niedersedlitz umgeben. Südöstlich benachbart liegt Heidenau.
Die Grenzen des Stadtteils werden an der Ostseite durch einen alten Elbarm gebildet. Die Försterlingstraße markiert die Grenze im Nordwesten und die Bahnstrecke Dresden–Děčín die Südwestgrenze. Im Südosten hingegen verläuft die Stadtgrenze von Dresden.

## Verkehr

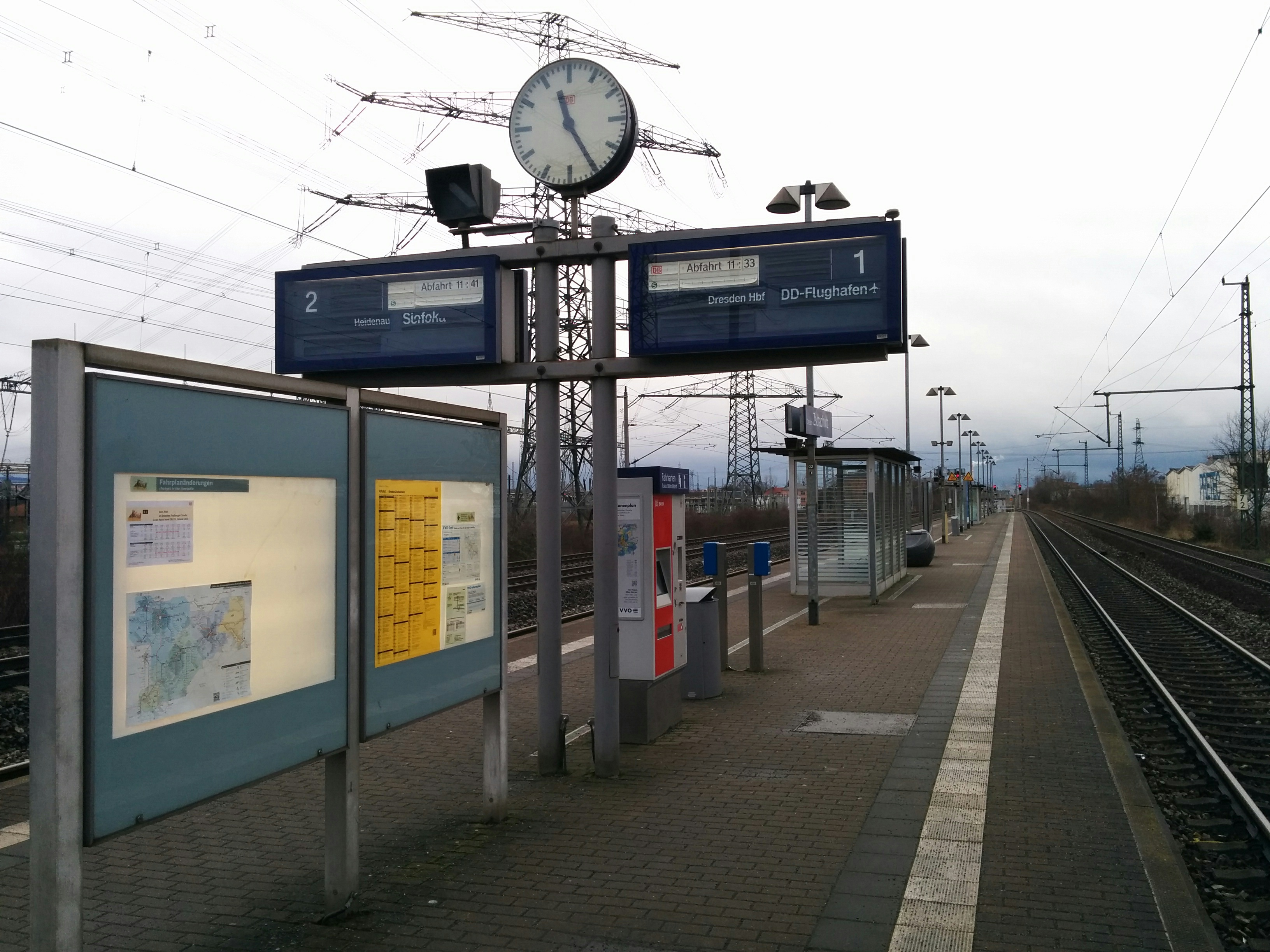
S-Bahnhof Zschachwitz

Wichtigste Straßen des Stadtteils sind die Pirnaer Landstraße, eine Ein- und Ausfallstraße nach Pirna, sowie die Bahnhofstraße. Beide kreuzen sich im Norden des Stadtteils. Sie werden von verschiedenen Buslinien der Dresdner Verkehrsbetriebe befahren, die im Stadtteilgebiet insgesamt 15 Haltestellen haben. 
Im Süden des Stadtteils befindet sich der S-Bahnhof Zschachwitz, an dem Anschluss an zwei S-Bahn-Linien besteht.